# Verwaltungsgliederung Norwegens
Die Verwaltungsgliederung Norwegens ist die vertikale administrative Struktur des Königreichs Norwegen.

## Grundsätzliches
Das Königreich Norwegen umfasst neben dem norwegischen „Hauptland“ (norwegisch Hovedland) auch die Inselgruppe Spitzbergen (Svalbard) sowie die Insel Jan Mayen. Spitzbergen und Jan Mayen stehen außerhalb der für das restliche Königreich angewandten Verwaltungsgliederung. Auch die von Norwegen beanspruchten abhängigen Gebiete (Biland) – unbewohnte und nicht zum Königreich zählende Gebiete – wurden nicht der Verwaltungsgliederung Norwegens unterworfen. Diese abhängigen Gebiete sind die Bouvetinsel (Bouvetøya), die Peter-I.-Insel (Peter I Øy) und der Antarktika-Sektor Königin-Maud-Land (Dronning Maud Land).
Im norwegischen Hauptland hat die Verwaltungsgliederung drei Ebenen:
- Königreich: Das Königreich umfasst das Hauptland sowie Spitzbergen und Jan Mayen.
- Fylker: Das Hauptland ist in 15 Fylker unterteilt.
- Kommunen: Die Fylker sind insgesamt in 357 Kommunen unterteilt.

Die abhängigen Gebiete stehen außerhalb dieser Gliederung.

## Fylker

Karte mit den Fylkern

Das norwegische Hauptland wird in Fylker unterteilt. Bis auf Oslo ist jedes Fylke in mehrere Kommunen unterteilt.

### Aktuelle Einteilung
In Norwegen existieren seit dem 1. Januar 2024 fünfzehn Fylker. Im Rahmen der Regionalreform in Norwegen sank die Zahl der Fylker von 2017 bis 2020 von neunzehn auf elf Fylker, bevor die Reform zu Beginn des Jahres 2024 teilweise wieder rückgängig gemacht wurde.
| Nr. | Wappen und Name | Anzahl Kommunen | Einwohner (Stand: 2025) | Fläche        |
| --- | --------------- | --------------- | ----------------------- | ------------- |
| 03  | Oslo            | 01              | 724.290                 | 454,12 km²    |
| 11  | Rogaland        | 23              | 504.496                 | 9.376,84 km²  |
| 15  | Møre og Romsdal | 27              | 272.413                 | 14.355,63 km² |
| 18  | Nordland        | 41              | 243.582                 | 38.154,85 km² |
| 31  | Østfold         | 12              | 314.407                 | 4.004,21 km²  |
| 32  | Akershus        | 21              | 740.680                 | 5.894,47 km²  |
| 33  | Buskerud        | 18              | 271.248                 | 14.694,05 km² |
| 34  | Innlandet       | 46              | 377.556                 | 52.072,09 km² |
| 39  | Vestfold        | 6               | 258.071                 | 2.167,65 km²  |
| 40  | Telemark        | 17              | 177.863                 | 15.298,18 km² |
| 42  | Agder           | 25              | 322.188                 | 16.433,61 km² |
| 46  | Vestland        | 43              | 655.210                 | 33.870,59 km² |
| 50  | Trøndelag       | 38              | 486.815                 | 42.201,75 km² |
| 55  | Troms           | 21              | 170.479                 | 26.189,38 km² |
| 56  | Finnmark        | 18              | 75.042                  | 48.637,45 km² |

### Frühere Fylker
Folgende frühere Fylker existieren nicht mehr:
- Aust-Agder (bis 2019)
- Bergen (bis 1971)
- Hedmark (bis 2019)
- Hordaland (bis 2019)
- Nord-Trøndelag (bis 2017)
- Oppland (bis 2019)
- Sogn og Fjordane (bis 2019)
- Sør-Trøndelag (bis 2017)
- Troms og Finnmark (2020–2023)
- Vest-Agder (bis 2019)
- Vestfold og Telemark (2020–2023)
- Viken (2020–2023)

## Kommunen

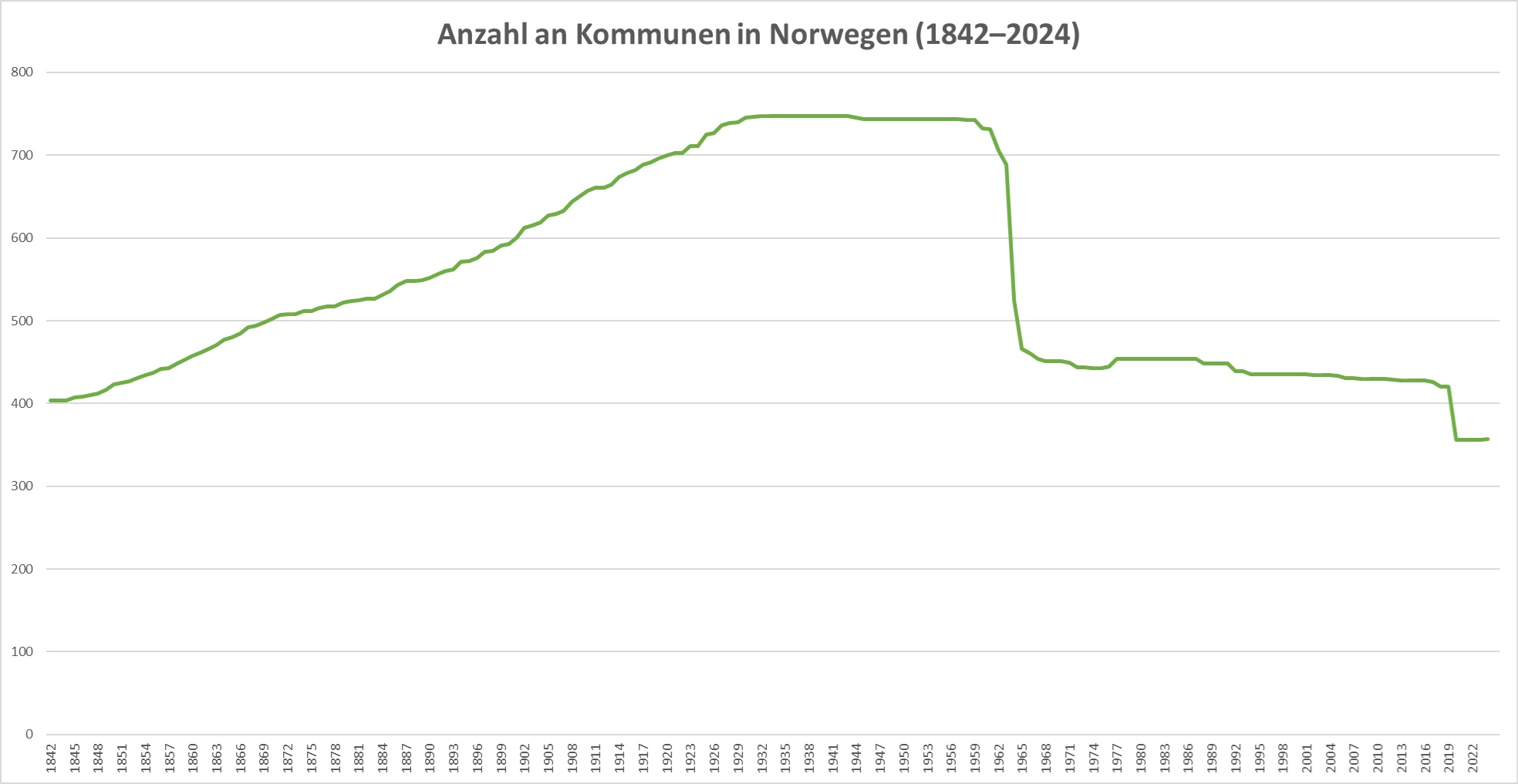
Anzahl der Kommunen (1842–2024)

Seit dem 1. Januar 2024 ist Norwegen in 357 Kommunen unterteilt. Die ersten Kommunen entstanden im Jahr 1838, als mit den Formannskapslovene die kommunale Selbstverwaltung eingeführt wurde. Dabei entstanden 355 Landkommunen und 37 Stadtkommunen. In den Folgejahren stieg die Anzahl weiter an, bis im Jahr 1932 insgesamt 747 Kommunen erreicht wurden. Nach dem Zweiten Weltkrieg wurden verstärkt Kommunen fusioniert, so dass ihre Anzahl schrittweise zurückging. Zwischen 1960 und 1970 etwa sank die Anzahl an Kommunen von 732 auf 451. Im Rahmen einer landesweiten Kommunalreform, die von 2017 bis 2020 andauerte, sank die Anzahl weiter von 428 auf 356.
Seit 1946 haben alle norwegischen Kommunen eine eigene vierstellige Nummer. Die ersten beiden Ziffern werden durch die Nummer des Fylkes gebildet, in der die Kommune liegt.

## Verwaltungsgliederung nach NUTS
Die drei NUTS-Ebenen stimmen nicht mit den tatsächlichen drei Ebenen der norwegischen Verwaltungsgliederung überein. In Norwegen werden die drei NUTS-Ebenen wie folgt belegt:
- Auf der NUTS-1-Ebene gibt es nur eine Region, nämlich den Gesamtstaat Norwegen.
- Auf der NUTS-2-Ebene gibt es sieben Regionen (Landesteile):
  - Innlandet
  - Trøndelag
  - Nord-Norge
  - Oslo og Viken
  - Agder og Sør-Østlandet
  - Vestlandet
  - Jan Mayen und Svalbard
- Auf der NUTS-3-Ebene gibt es 13 Regionen (Stand: 2023):
  - Elf Fylker: Innlandet, Trøndelag, Nordland, Troms og Finnmark, Oslo, Viken, Vestfold og Telemark, Agder, Rogaland, Vestland und Møre og Romsdal
  - Zwei Außengebiete: Jan Mayen und Svalbard